# Schindleria praematura
Schindleria praematura е вид бодлоперка от семейство Schindleriidae. Видът не е застрашен от изчезване.

## Разпространение и местообитание
Разпространен е в Австралия (Куинсланд), Маршалови острови, Палау, Папуа Нова Гвинея, Чили (Великденски остров) и Япония (Рюкю).
Обитава крайбрежията и пясъчните дъна на морета, лагуни, рифове и реки в райони с тропически климат. Среща се на дълбочина от 5 до 130 m, при температура на водата от 13,3 до 28,1 °C и соленост 34,4 – 35,9 ‰.

## Описание
На дължина достигат до 2,5 cm.
Продължителността им на живот е около 1 година.